# Ralph Sampson

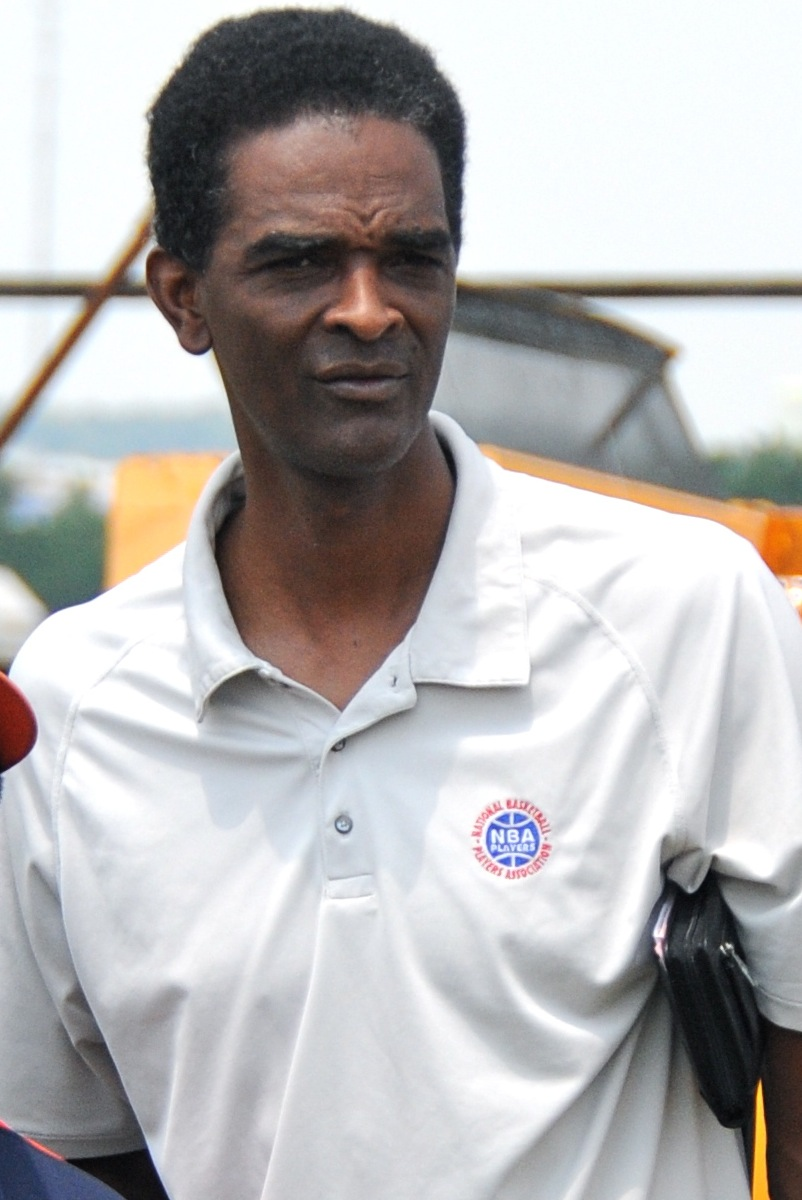
Sampson em 2010.

Ralph Lee Sampson, Jr. (nascido em 7 de julho, 1960) é um ex jogador norte-americano de basquete que atuava na NBA.
Jogou na Universidade da Virgínia, onde, recebeu por três vezes os prêmios Naismith College Player of the Year e ACC Men's Basketball Player of the Year, sendo ele (junto com Bill Walton de UCLA e Cheryl Miller de USC) os três únicos jogadores na história a conseguirem tal feito.
Profissionalmente, Sampson foi selecionado na 1ª posição geral do draft da NBA de 1983 pelo Houston Rockets, equipe em que ele seria Calouro do Ano em 1984 e três vezes All-Star. Sampson e seu companheiro de equipe Hakeem Olajuwon eram conhecidos como "As Torres Gêmeas".